# Скотт Ловелл
Скотт Ловелл (англ. Scott Lowell, нар. 22 лютого 1965, Денвер, штат Колорадо), — американський актор. Прославився виконанням ролі гея Теодора Шмідта в серіалі «Близькі друзі» каналу «Showtime».

## Біографія
Скотт Лоуелл народився в Денвері, штат Колорадо і виріс недалеко від Нью-Гейвен, штат Коннектикут. Навчаючись у школі, Скотт вирішив назавжди пов'язати себе зі світом театру і кіно.
Першим кроком до здійснення його заповітної мрії стати відомим актором став вступ до коледжу Коннектикуту, де навчався на театральному відділенні. Закінчивши коледж, Скотт вступив до Національного театрального інституту.
Лоуелл, набравшись досвіду і необхідних знань, вирішує перебратися в Чикаго, де відбувся його дебют на театральній сцені. Найяскравішими ролями Лоуелл на початку його творчого шляху стали постановки «Степовий вовк» і «Гудман». Протягом десяти років виступав у театрі: дана робота дала акторові навички та знання, необхідні для подальшого успішного розвитку в цій сфері.
Дебютом Скотта Лоуелл на телеекрані став серіал «Фрейзьер». Далі були невеликі ролі у фільмах «Opus 27», «Ранковий випуск», «Love Bites».
Паралельно з роботою на телебаченні і в кіно, Лоуелл підробляв зйомками в рекламних роликах: його можна побачити в рекламних роликах компаній «Nike», «Lexus», «Budget Rent-A-Car» і «Payday Candy».
У 1999 році актор майстерно зіграв свою роль у фільмі «Боржники». Дана картина мала успіх у глядача, а Скотт Лоуелл отримав чергову порцію похвальби і слави.
У 2000—2005 роках знімається в серіалі «Близькі друзі», де грає роль Теда Шмідта.
У 2005 році Скотт Лоуелл став одним з головних персонажів серіалів «Американський Папаша» і «Мислити як злочинець». А в 2008 році він почав зніматися в серіалі «Вплив».
Серед найкращих робіт цього актора можна виділити ролі у фільмах: «Боржники», «Гравець пінг-понгу».
Паралельно з роботою на телебаченні Скотт Лоуелл (Scott Lowell) грає в театрі. Його найкращі ролі були зіграні в спектаклях «Present Laughter», «Assassins», «Laughter on the 23rd Floor». Так само він взяв участь в постановці «Picasso at the Lapin Agile». Лоуелл відмінно виглядає як на телеекрані, так і на сцені, і має багато шанувальників у різних сферах своєї діяльності.

## Цікавинки
- У свій вільний час, Скотт займається живописом, походами (особливо зі своєю собакою), подорожами, кулінарією, іноді навіть грає на валторні.
- Він завзятий читач і гравець в пінг-понг.
- Скотт в наш час[коли?] проживає в Лос-Анджелесі.

## Фільмографія
| Рік         | Фільм                            | Оригінальна назва        | Роль              |
| ----------- | -------------------------------- | ------------------------ | ----------------- |
| 1993 — 2004 | Фрейзьер (серіал) (1993—2004)    | Frasier                  | Chuck             |
| 1995 — 1999 | Кароліна в Нью-Йорку (серіал)    | Caroline in the City     | Карл              |
| 1996—2000   | Завтра настане сьогодні (серіал) | Early Edition            | Scott the Florist |
| 1996        | Опус 27                          | Opus 27                  | Бетховен          |
| 1999        | Боржники                         | Debtors                  | Джордж            |
| 2000        | Ladies Room L.A.                 | Ladies Room L.A.         | Ден               |
| 2000 — 2005 | Близькі друзі                    | Queer As Folk            | Тод Шмідт         |
| 2007        | Гравець пінг-понгу               | Ping Pong Playa          | Том               |
| 2008        | Щоб жити і померти в Діксі       | To Live and Die In Dixie | детектив Брайант  |
| 2011        | Чикаго 8                         | Chicago 8                | Ричард Шульц      |